# Шалаш Ленина
Шалаш Ленина — музейный комплекс в Сестрорецке (дорога к Шалашу Ленина, 3), посвящённый событиям лета 1917 года, когда Ленин и Зиновьев скрывались от ареста по ордеру, выданному Временным правительством в связи с обвинениями в организации июльских беспорядков в Петрограде. Памятник «Шалаш» (архитектор: А. И. Гегелло) открыт 15 июля 1928 года.

## История
После июльского кризиса в Петрограде Временное правительство издало приказ об аресте более сорока видных деятелей большевистской партии. С 5 по 9 июля 1917 года В. И. Ленин, которого открыто обвинили в работе на правительство Германии, скрывался в Петрограде, а в ночь с 9 на 10 июля перебрался вместе с Г. Е. Зиновьевым в Разлив под видом косца. Они поселились у рабочего Сестрорецкого оружейного завода Н. А. Емельянова, жившего в то лето из-за ремонта дома в сарае, приспособленном для жилья. Через несколько дней, в посёлке, где скрывались Ленин и Зиновьев, появились полицейские. Это послужило причиной сменить место для шалаша на другую сторону Разлива.
В августе, после окончания сенокоса и с началом охоты в лесах у озера Разлив, оставаться в шалаше стало опасно. К тому же участились дожди, стало холодно.
ЦК партии решил укрыть В. И. Ленина в Финляндии. Организовать переезд Ленина партия поручила петроградским рабочим, опытным подпольщикам А. В. Шотману, Э. А. Рахья. Было решено вывезти В. И. Ленина под видом кочегара на паровозе H2-293 машиниста-большевика Г. Э. Ялавы.

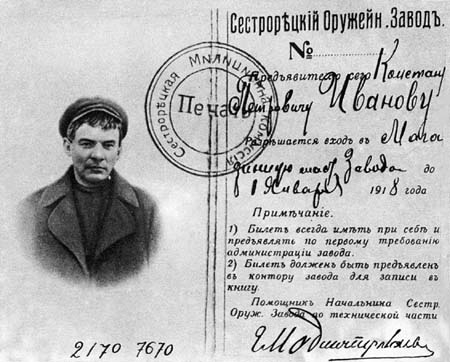
Поддельный документ на имя рабочего К. П. Иванова, оформленный Ленину Емельяновым в августе 1917 года в целях конспирации

8 августа 1917 года Ленин оставил шалаш и двинулся в сторону железной дороги в сопровождении Николая Емельянова, Эйно Рахья и Александра Шотмана. По воспоминаниям последнего:

Отправились в путь в половине девятого вечера. Уже смеркалось. Шли гуськом, молча, впереди Емельянов, которому поручено было заранее уточнить дорогу. Сначала шли просёлочной дорогой, потом свернули на тропинку, которая вскоре затерялась. В темноте сбились с пути. Неожиданно наткнулись на речку, пришлось перейти её вброд.
После долгих поисков дороги путники попали на болото, потом очутились среди торфяного пожарища. Окружённые тлеющими кустарником и едким дымом, рискуя ежеминутно провалиться в горящий под ногами торф, они набрели на тропу, которая вывела их из болота.

В полной темноте, ориентируясь по звуку паровозного гудка, с большими предосторожностями Ленин и его спутники вышли к станции Дибуны. Не без труда удалось выехать в Петроград. Это был последний поезд, уходивший в час тридцать ночи.
Добравшись до Петрограда, Ленин затем выехал на территорию Великого княжества Финляндского, где проживал в Ялкале, Гельсингфорсе и Выборге до начала октября 1917 года.

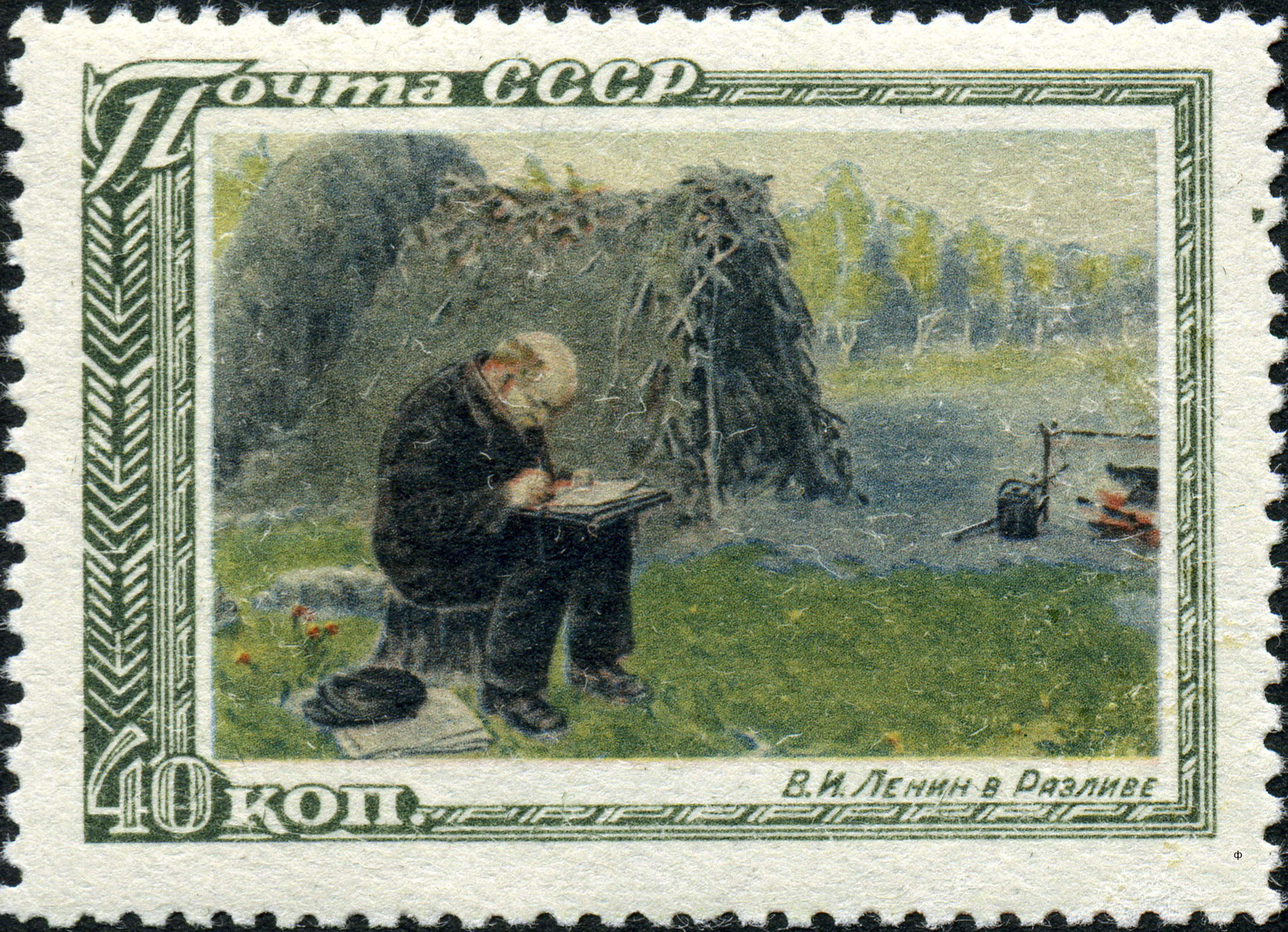
Почтовая марка СССР, 1951 год.

## Памятник

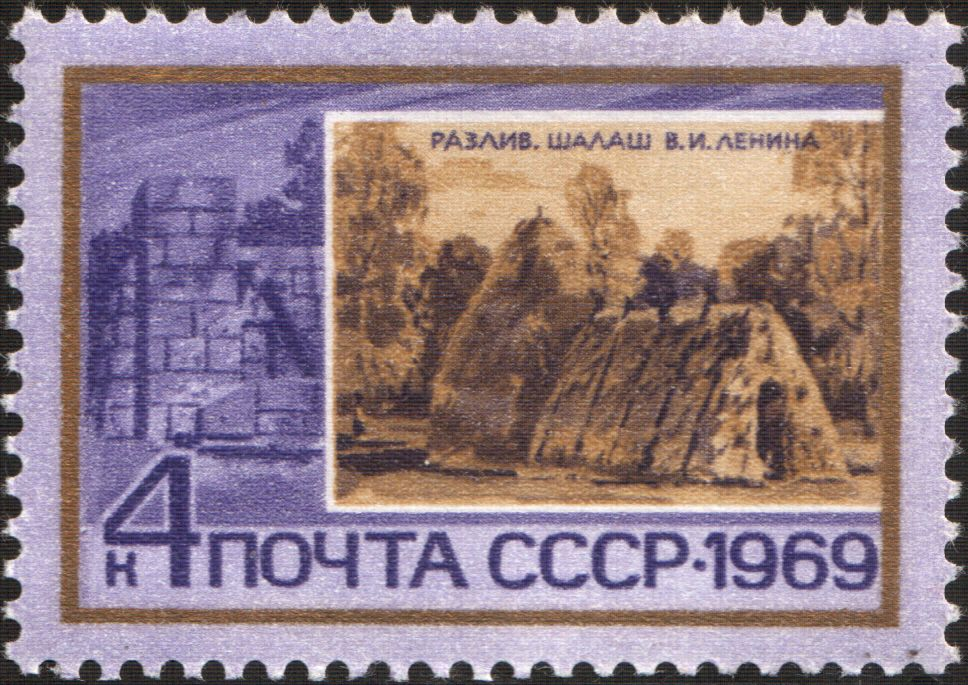
Шалаш В. И. Ленина на почтовой марке СССР 1969 года

В 1924 году на одном из траурных митингов, посвящённых памяти В. И. Ленина, рабочий Сестрорецкого оружейного завода Н. А. Емельянов рассказал, как В. И. Ленин и Г. Е. Зиновьев в июле-августе 1917 скрывались в шалаше на берегу озера Сестрорецкий Разлив. Собравшиеся рабочие высказали пожелание увековечить это место, вошедшее в историю как «Последнее подполье Ильича».
Решение о сооружении памятника было принято Президиумом Ленсовета 27 июня 1925 года. Первоначально составление проекта и руководство строительством было возложено на архитектора Сестрорецкого завода, инженера Н. Б. Борисова, а скульптурные работы — на ленинградского скульптора В. А. Синайского. Предполагалось на площадке в центре установить макет шалаша, а у входа со стороны озера — гранитные камни с бронзовыми барельефами эпизодов пребывания здесь Ленина и Зиновьева. Этот проект не был утверждён, и в конце 1926 года разработку поручили архитектору А. И. Гегелло. 13 февраля 1927 года проект был представлен на утверждение.
Работу по сооружению монумента начал А. Л. Ротач в январе 1927 года с бурения трёх десятиметровых изыскательских скважин: две на месте пристани-пирса и одну — на месте шалаша из гранита. Он же сделал разметку дорог от Тарховки и от пристани до шалаша. Январь и февраль ушли на заготовку и перевозку строительных материалов: гранита, цемента, металлопроката, инструментов каменотёсов, нерудных материалов для фундаментов, лесоматериалов. Построили подсобные помещения. Транспорт был гужевой на санях. 350 м³ битого кирпича было перевезено от бывшего Левашовского завода в Дибунах. Гранит для памятника был заготовлен на Борисовой Гриве, близ западного побережья Ладожского озера. Смета составила 67 707 рублей 60 копеек. Первоначальные сроки окончания работ планировали к десятой годовщине июльских событий 1917 года, но из-за большого объёма непредвиденных работ эти сроки постоянно переносились.
В феврале 1927 года проект был закончен и утверждён, а 3 июля 1927 года состоялась торжественная закладка памятника. В этот день на Сестрорецком Разливе был сильнейший шторм. Одновременно строился пирс на берегу, где приставала лодка Ильича, и пешеходная дорога от него. Работы выполнял дорожно-строительный отдел Ленинградского исполкома. Первоначально Гегелло вылепил из пластилина модель шалаша, уменьшенную в 25 раз. Затем на месте вылепили из глины шалаш в натуральную величину. Скульптор-модельщик был А. Е. Громов. Из гранита шалаш высекал по этой модели молодой скульптор, студент Академии художеств Блэк, брат инженера А. А. Блэка — строителя памятника и пристани. Бригадиром шестнадцати гранитчиков был Ф. Г. Хрулёв. Сводная группа из тридцати отраслевых специалистов — бетонщики, плотники, арматурщики, кузнецы, дорожники, разнорабочие — возглавлялась десятником Н. С. Корнеевым. В тёплые периоды года на стройку приходили добровольные помощники, как одиночки, так и целые коллективы, превратив стройку в народную. Надписи на монументе выполнили гранитчики Сахаров Н. Т. и Решетов Н. Н. Фасад «Шалаша» вырубали Блек Б. А., Гусев И. О., Балакирев И. М. Рабочие жили в Сестрорецке, ездили на работу на лодках или на катере. В одно из воскресений в июле на стройку приезжал С. М. Киров.
В начале августа 1927 года основные работы были закончены. 25 сентября памятник осмотрели секретарь ВЦИК СССР Енукидзе А. С. и руководители Ленинградского губкома партии. В книге отзывов Енукидзе написал:

«Был, осмотрел памятник, остался очень доволен. Ленин любил простоту и прочность. Памятник как раз такой».

Из-за отсутствия грунтовой дороги осенью памятник открывать не стали. Он был торжественно открыт следующим летом, 15 июля 1928 года. На гранитной стене памятника высечена надпись:

На месте, где в июле и августе 1917 года в шалаше из ветвей скрывался от преследования буржуазии вождь мирового Октября и писал свою книгу «Государство и революция», — на память об этом поставили мы шалаш из гранита.
Рабочие города Ленина. 1927 год
До 1940 года памятник находился на территории укрепрайона и посетители допускались только организованными группами. Ближайшая железнодорожная станция в то время, Тарховка, находилась в 4,5 км от музея, а единственным транспортом до шалаша были лодки и катера. В тридцатые годы XX века инженером архитектором А. А. Блеком была спроектирована и построена улучшенная гравийная дорога от Тарховки по берегу озера.
Весной 1941 года в только что построенном близ памятника здании Ленинградским филиалом музея Ленина была подготовлена новая экспозиция.
Во время Великой Отечественной войны недалеко от памятника проходила линия фронта; здесь проходило награждение солдат и офицеров Ленинградского фронта, вручались гвардейские знамёна войсковым частям.

### Репрессии
После захвата власти в ВКП(б) сталинистами, Первого московского процесса (1936) и разгрома внутрипартийной оппозиции факт присутствия в шалаше Зиновьева стал замалчиваться. В частности, в фильме «Великое зарево», вышедшем в 1938 году, Ленин в шалаше уже один:

— Ну а как ведут на съезде наши друзья-советчики? (Каменев и компания)

— Ах эти… Всё Вами интересуются. Где Вы, да что Вы… Ну да разве кто скажет.

— Нельзя, конечно. Услужливый дурак опаснее врага.

## Музейный комплекс
В 1964 году рядом с гранитным памятником был выстроен новый павильон-музей из гранита, мрамора и стекла по проекту В. Д. Кирхоглани. За девять месяцев 1964 года музей посетили 250 тысяч человек. Здесь снимался фильм «Синяя тетрадь».
В апреле 1968 года в «Шалаш» приезжал правнук Карла Маркса — Робер Лонге.
В 1969 году Ленинская тропа из Дибунов к «Шалашу» была благоустроена. Строительство дороги к «Шалашу Ленина» вело СУ-4, УНР-309 по проекту Ленпроекта и Ленжилпроекта: было расширено дорожное полотно с пяти до семи метров, проложена пешеходная дорожка вдоль берега, с другой стороны шоссе — дорожка для велосипедистов, асфальт вокруг памятника заменён на зелёное поле, при подходе построены стоянка для автомашин, кафе, киоски, жилой дом для сотрудников, освещение вдоль дорог ртутными светильниками, водопровод, канализация, теплосети, укреплены берега каменной отсыпкой, озеленены 10 га газонов, посажены высокоствольных деревья: дуб, клён, лиственница, у Тарховки построена площадка для машин.
В феврале 1970 года у переезда в Тарховке УНР-86 были установлены 15-метровые железобетонные пилоны с надписью «Ленин». Рядом СУ-4 высаживали 20-летние «берлинские тополя», высотой в 12 метров, взятые в Московском районе. В апреле памятник был открыт (без тополей), с сосенками и ёлочками. (архитектор: А. Левенков и П. Мельников, художник: В. Петров). Буквы представляли собой 5-метровые каркасы. Гипсовая скульптура сидящего за пеньком Ленина была заменена на бронзовую. Цех гравёрных работ выпустил памятную модель этого памятника. Узкая дорога к «Шалашу» была заменена широкой магистралью с пешеходной дорожкой по берегу Разлива, вдоль которого были разбиты 17 га новых газонов, высажено 11,5 тысяч деревьев и кустарников; на автостоянке построены 160-метровая ротонда с киосками и кафе, жилой дом для сотрудников музея «Шалаш». В этом же году «Шалаш» посетили космонавты Армстронг, Береговой и Феоктистов. К 1978 году старые буквы-блоки были из-за их аварийного состояния были заменены на блоки из красного гранита по проекту архитекторов ЛенНИИпроекта.
В 1996 году комплекс посетили 19 тысяч человек, в 2006 году — 18 тысяч, в 2007 году — 22 тысяч, в 2009 году — 33 тысячи. Территория комплекса стала пользоваться спросом для проведения праздников. Организована экскурсионная программа.
В 2012 году Музей городской скульптуры Санкт-Петербурга выделил 1,5 млн рублей на очередную реставрацию памятника и объявил конкурс на проведение работ.

### Научная деятельность
Традиционно в апреле в музее проводится конференция, организуемая заместителем редактора газеты «Народное дело» Борисом Ганшиным и профессором Санкт-Петербургского университета Михаилом Поповым. Конференцию посещают представители Украины, Белоруссии, Литвы, Латвии и других стран.
21 ноября 2024 года соломенная модель шалаша была сожжена вандалами.